# Harold Saxton Burr
Harold Saxton Burr (* 18. April 1889 in Lowell, Massachusetts; † 17. Februar 1973) war ein US-amerikanischer Professor für Anatomie an der Yale University School of Medicine. 1939 erregte er mediales Aufsehen durch den Nachweis, dass Salamander über ein elektrisches Feld verfügen. Er vertrat in der Folge die These, dass dies für alle Lebewesen zutreffe.

## Leben
Harold Saxton Burr war der Sohn von Hanford M. Burr und Clara H. Saxton, beide ursprünglich aus Connecticut. 1907 schloss er die Technical High School in Springfield ab und besuchte anschließend das Springfield College, wo sein Vater Professor für Ökonomie war. Ab 1908 studierte er in der Sheffield Scientific School an der Yale University. Dort wurde er 1915 unter Ross G. Harrison promoviert. 1929 wurde er Professor für Anatomie.
1911 heiratete er Jean Forrest Chandler, 1919 kam der Sohn Peter zur Welt.
In seiner frühen Laufbahn beschäftigte sich Burr hauptsächlich mit dem Zentralen Nervensystem, später mit der Entwicklung von Nerven. Dies führte 1939 zur Untersuchung elektrodynamischer Prozesse. Von da an untersuchte er das elektrische Potential von Pflanzen und Tieren.
Zum Jahreswechsel 1957/58 ging er in den Ruhestand. Zwischen 1916 und 1956 war er an mehr als 90 wissenschaftlichen Aufsätzen als Autor oder Co-Autor beteiligt.

## Schriften (Auswahl)
- An Electro-Dynamic Theory of Development Suggested by Studies of Proliferation Rates in the Brain of Amblystoma. In: Journal of Comparative Neurology. 56, 1932. S. 347–371.
- mit F. S. C. Northrop: The Electro-Dynamic Theory of Life. In: Quarterly Review of Biology. 10, 1935. S. 322–333.
- mit C. T. Lane: Electrical Characteristics of Living Systems. In: Yale Journal of Biology and Medicine. 8, 1935. S. 31–35, PMC 2601305 (freier Volltext)
- mit C. T. Lane und L. F. Nims: A Vacuum Tube Micro-voltmeter for the Measurement of Bio-electric Phenomena. In: Yale Journal of Biology and Medicine. 10, 1936. S. 65–76. PMC 2601500 (freier Volltext)
- mit C. I. Hovland: Bio-Electric Potential Gradients in the Chick. In: Yale Journal of Biology and Medicine. 9, 1937. S. 247–258. PMC 2601527 (freier Volltext)
- mit F. S. C. Northrop: Evidence for the Existence of an Electro-Dynamic Field in Living Organisms. In: Proceedings National Academy of Science. 25, 1939. S. 284–288. PMC 1077770 (freier Volltext)
- Field Theory in Biology. In: The Scientific Monthly. 64, 1947. S. 217–225.
- The Nature of Man and the Meaning of Existence. Thomas, 1962.
- Blueprint for Immortality. Neville Spearman, 1972.
- The Fields of Life. Our Links with the Universe. Ballantine Books, 1973.